# Aribo Rakouský
Aribo Rakouský, známý též jako Arbo (850? – po 909?), byl od roku 871 až do své smrti panonským markrabětem. Je považován za zakladatele dynastie Aribovců.

## Život
V jeho době se Panonská marka, nazývaná také Marcha orientalis, rozkládala podél řeky Dunaje od kraje Traungau přes Vídeňskou pánev po dnešní Szombathely a řeku Rábu. Ariba jmenoval východofránský král Ludvík Němec nástupcem bratrů Vilémovců Viléma II. a Engilšalka I. poté, co padli v bojích proti moravskému knížeti Slavomírovi.
Aribo udržoval mír s velkomoravským knížetem Svatoplukem, což se mu vyplatilo. Když se v roce 882 proti němu vzbouřili synové Engilšalka I. a Viléma II., vedení Engilšalkem II., a dožadovali se svých práv, karolínský císař Karel III. Tlustý potvrdil práva Aribovi; Engilšalk II. se tedy obrátil s žádostí o podporu na Arnulfa Korutanského, Aribova jižního souseda. Spor vyvolal tzv. válku Vilémovců, v niž se na stranu Ariba a císaře přidal i velkomoravský vládce Svatopluk, a výsledkem byla v roce 884 porážka Engilšalka II. a jeho spojenců.
V roce 893 Arnulf Korutanský jmenoval Engilšalka II. v té části Panonské marky, kde získal moc nad Aribem. Aribo se po válce Vilémovců nikdy s Arnulfem neusmířil a kontakty s Moravany i nadále udržoval. Po něm i jeho syn Isanrich získal proti Arnulfovi moravskou podporu. Aribo kolem roku 905 vydal celní kodex, týkající se obchodu podél řeky Dunaje u Raffelstettenu. Přežil katastrofální bitvu s Maďary u Bratislavy, kde byla ztracena většina Panonské marky a zlomena moc Velké Moravy. Naposledy se jeho jméno objevilo v listině z roku 909, kdy on a arcibiskup Pilgrim ze Salcburku byli jmenovaní králem Ludvíkem v souvislosti s opatstvím v Altmünsteru.
Aribo údajně zemřel při lovu, smrtelně zraněn zubrem. Jeho potomci pronikli k nejmocnějším bavorským rodům. V 10. století měli v držení Salcburské arcibiskupství a kancelář bavorského falckrabství, nakonec však je moci v Bavorsku zbavili Liutpoldovci.